# Kashima (Saga)
Kashima (鹿島市?) è una città giapponese della prefettura di Saga.